# Ramón Rengifo
Ramón Rengifo (Lima, Provincia de Lima, Perú, 26 de agosto de 1995) es un futbolista peruano. Juega como defensa central y su equipo actual es Deportivo Coopsol de la Liga 2.

## Trayectoria

### Juan Aurich
Rengifo fue formado en las divisiones menores de Sporting Cristal, club en el que estuvo desde los 9 hasta los 17 años, sin embargo, no tuvo posibilidades de debutar con el club rimense. 
En 2014 pasó pruebas con el Juan Aurich de Chiclayo, formando parte de su equipo de reserva y al año siguiente debutó profesionalmente el 5 de abril de 2015 en la derrota por 1-0 ante Universidad de San Martín, en la última fecha de la fase de grupos del Torneo del Inca 2015, sustituyendo al minuto 60 a Aldair Jiménez. En agosto de ese mismo año debutó también en liga en la goleada por 5-0 sobre Ayacucho.
En la siguiente temporada, marcó el primer gol de su carrera en la victoria de Aurich por 2-1 sobre Real Garcilaso, anotando el tanto del triunfo en un encuentro jugado el 21 de agosto de 2016. Luego de tres temporadas en el equipo, Juan Aurich descendió a la Segunda División del Perú, torneo que tuvo que afrontar a partir de la temporada 2018.
Ya en segunda, Rengifo se adueñó del puesto de titular en la zaga de Aurich, jugando un total de 30 partidos y anotando 2 goles, siendo uno de ellos, en el partido de ida por el tercer puesto del campeonato, frente a Cienciano, club que pudo disputar el Cuadrangular de ascenso 2018, quitándole la chance a Aurich.

### Pirata
A fines de 2018 e inicios de 2019, Rengifo se convirtió en nuevo jugador del Pirata, club que hacía su debut en la Primera División del Perú tras lograr el ascenso por haber salido campeón de la Copa Perú 2018. El 18 de febrero de 2019 debutó con el conjunto de Lambayeque, jugando como titular en la primera victoria de Pirata en la Liga 1 tras vencer por 2-1 a Real Garcilaso. Aunque arrancó el campeonato como titular, terminó cediendo el puesto y no pudo ayudar a su equipo a mantener la categoría.

## Clubes y estadísticas
Actualizado el 6 de noviembre de 2019.
| Juan Aurich · Perú                                                     | 2015             | 1ª               | 3  | 0 | 1 | 0 | 0 | 0 | 4  | 0 |
| Juan Aurich · Perú                                                     | 2016             | 1ª               | 17 | 1 | — | — | — | — | 17 | 1 |
| Juan Aurich · Perú                                                     | 2017             | 1ª               | 16 | 0 | — | — | 0 | 0 | 16 | 0 |
| Juan Aurich · Perú                                                     | 2018             | 2ª               | 30 | 2 | — | — | — | — | 30 | 2 |
| Juan Aurich · Perú                                                     | Total club       | Total club       | 66 | 3 | 1 | 0 | 0 | 0 | 67 | 3 |
| Pirata · Perú                                                          | 2019             | 1ª               | 22 | 0 | 3 | 0 | — | — | 25 | 0 |
| Pirata · Perú                                                          | Total club       | Total club       | 22 | 0 | 3 | 0 | 0 | 0 | 25 | 0 |
| Total en carrera                                                       | Total en carrera | Total en carrera | 88 | 3 | 4 | 0 | 0 | 0 | 92 | 3 |
| (1)Incluye datos del Torneo del Inca 2015 y la Copa Bicentenario 2019. |                  |                  |    |   |   |   |   |   |    |   |